# Colla del Safrà

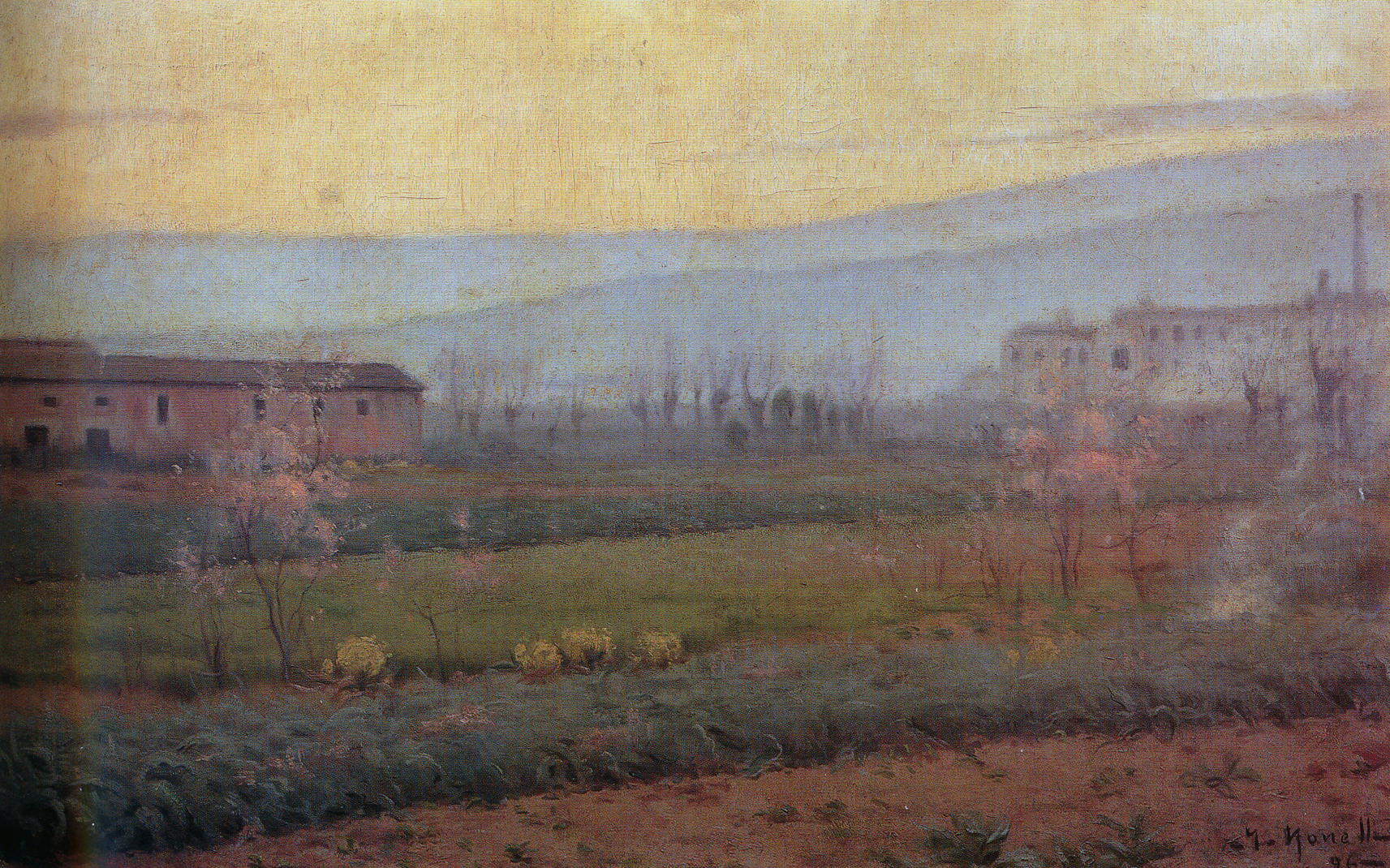
Isidre Nonell: Paisaje de Sant Martí, 1896

Die Colla del Safrà (Katalanisch für ‚Safrangruppe‘), auch Colla de Sant Martí (Katalanisch für ‚Gruppe von Sant Martí‘) genannt, war eine Künstlergruppe der die Maler Isidre Nonell, Joaquim Mir, Ricard Canals, Ramon Pichot, Juli Vallmitjana und Adrià Gual zugerechnet werden. Die Gruppe wurde 1893 von Nonell gegründet und bestand bis 1896.
Der Name Safrangruppe leitete sich von dem gelblichen (safranfarbenen) Grundton vieler Bilder der Gruppe ab. Die Bezeichnung als Gruppe von Sant Martí bezieht sich hingegen auf Sant Martí de Provençals, heute ein Stadtteil Barcelonas, bis Ende des 19. Jahrhunderts ein ländlicher Ort vor der Stadt, in dem zahlreiche ihrer Bilder entstanden.
Die Colla del Safrà hatte weder ein striktes künstlerisches Programm noch eine feste Struktur. Es handelte sich vielmehr um einen losen Zusammenschluss junger Maler, bekannt über ihre Studien an den Kunstakademien Barcelonas, die eine gewisse anarchische Grundhaltung und – auf dem Gebiet der Malerei – das Interesse an der Pleinairmalerei verband. Darüber hinaus teilte die Gruppe ein ausgeprägtes soziales Bewusstsein, ähnlich dem der literarischen Bewegung der Generación del 98, das sich später – insbesondere bei Isidre Nonell – in der Wahl der Motive manifestierte, die häufig Personen aus ausgegrenzten Gruppen ins Bild rückten, wie Bettler, Zigeuner oder aus dem verlorenen Kubakrieg heimkehrende Soldaten.